# Mont Julioz
Le mont Julioz est un sommet du massif des Bauges, dans le parc naturel régional du Massif des Bauges, sur les communes de Doucy-en-Bauges, du Châtelard et en partie de Bellecombe-en-Bauges, dans le département de la Savoie.

## Géologie
Le mont Julioz constitue la partie Sud-Est d'un chaînon comprenant le mont Chabert et le mont d'Etrier, dans le prolongement du Taillefer et du roc des Bœufs situés au nord. Son sommet est formé de calcaire urgonien. Les flyschs qui forment le flanc occidental de la montagne sont affectés par un glissement de terrain au-dessus du village du Châtelard.

## Protection environnementale
Le mont Julioz fait partie de la zone naturelle d'intérêt écologique, faunistique et floristique de type II des Massifs Orientaux des Bauges.

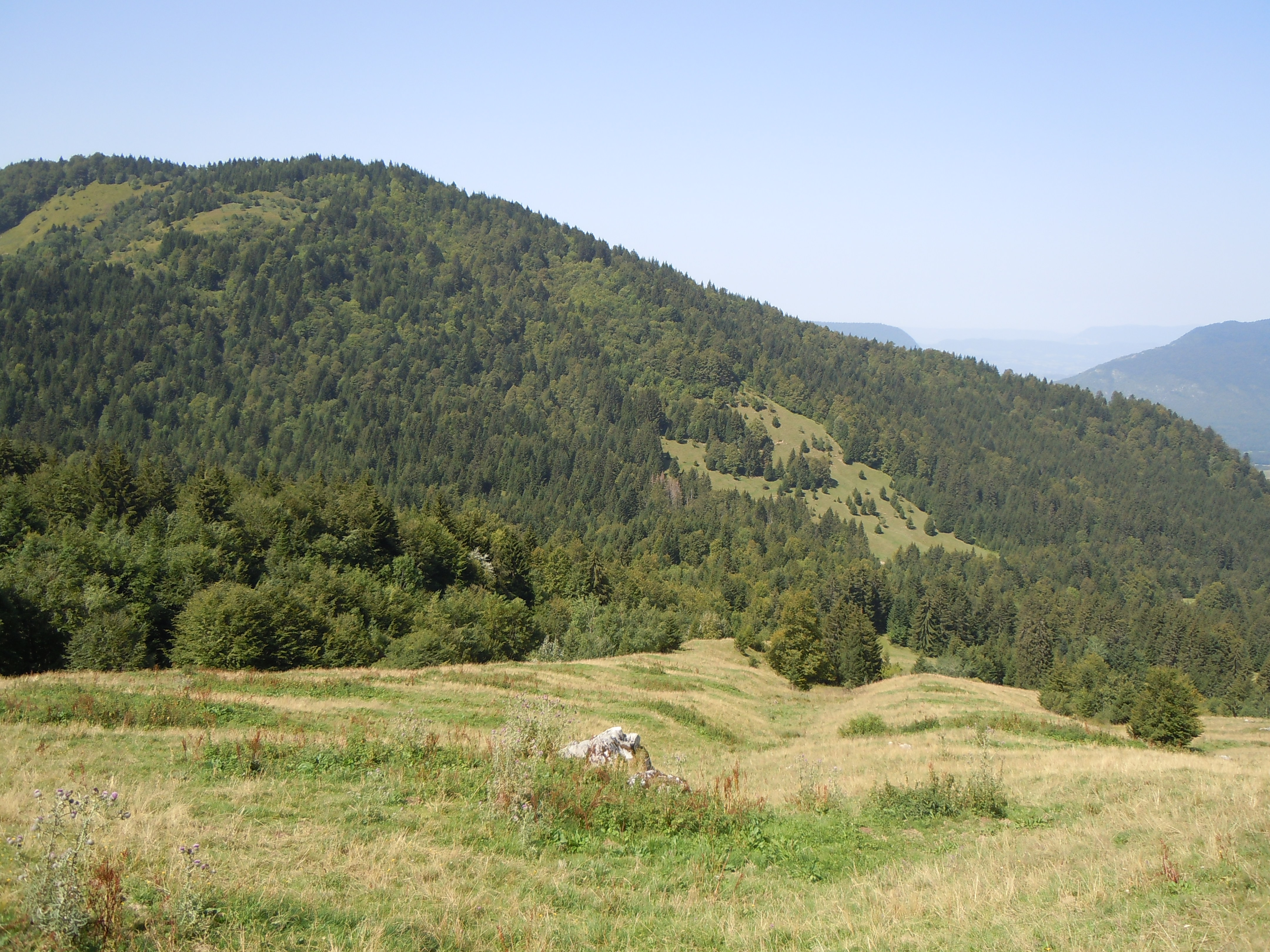
Vue du versant nord du mont Julioz.